# 2 Timoteo 3

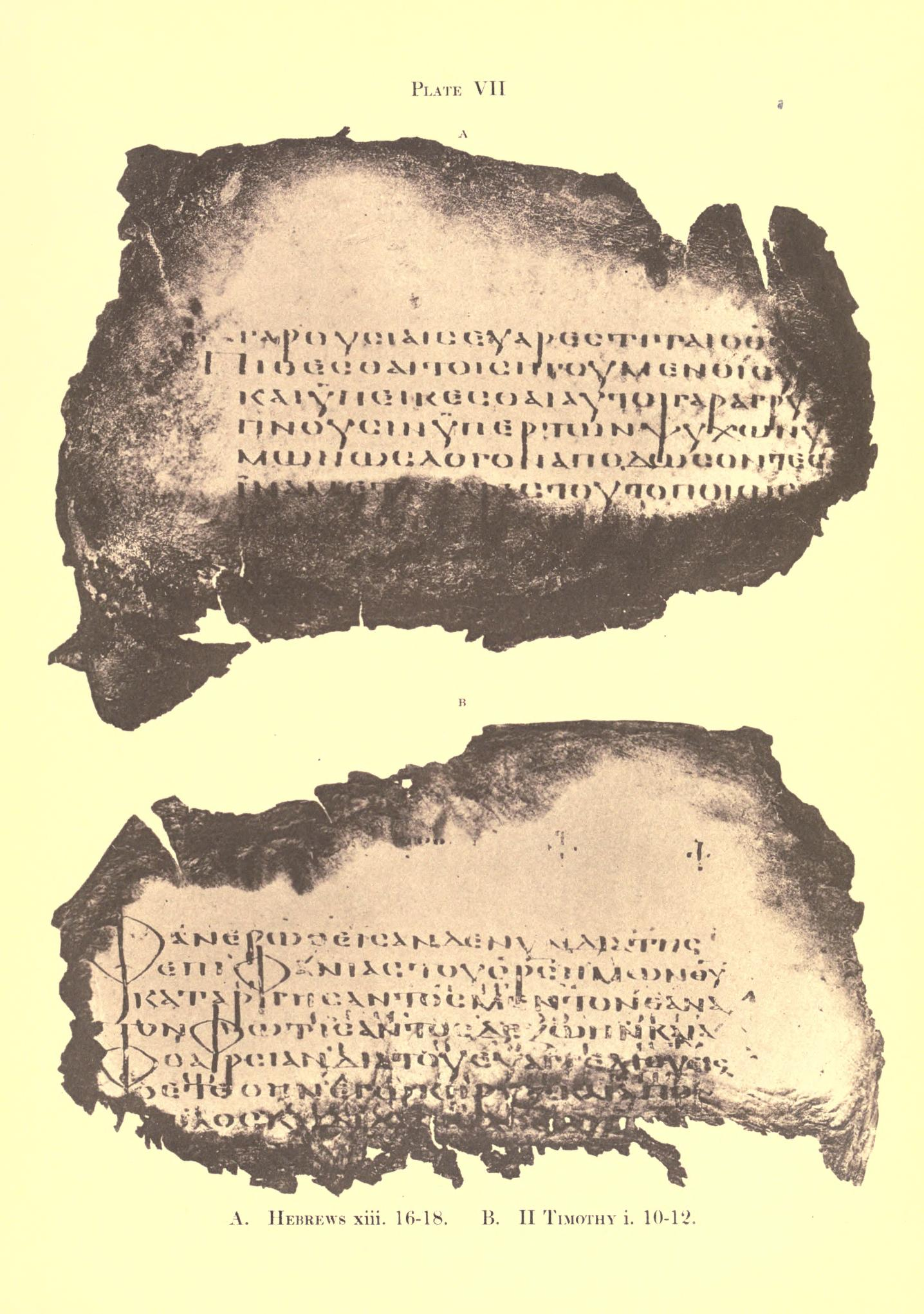
Parte de la Segunda Epístola a Timóteo en el Codex Freerianus

 2 Timoteo 3 es el tercer capítulo de la Segunda epístola a Timoteo, y se suele abreviar como «2 Tim. 3». que es uno de los veintisiete libros que conforman el Nuevo Testamento cristiano que forma un grupo homogéneo con la Primera epístola a Timoteo y la epístola a Tito. Así mismo, es una de las trece epístolas atribuidas, por la tradición, a Pablo de Tarso.
Su estilo y vocabulario son diferentes de los demás escritos paulinos por lo que la mayoría de los teólogos consideran que no fueron escritas por el apóstol Pablo o que no fue él mismo quien les dio su forma literaria, sino alguno de sus discípulos. Es probable que se encuentre entre las primeras de las cartas de Pablo, escritas probablemente a finales del año 52 d. C. Las catorce epístolas de Pablo de Tarso se dividen tradicionalmente en siete mayores y siete menores, en razón de su longitud e importancia.

## Manuscritos antiguos supervivientes
.

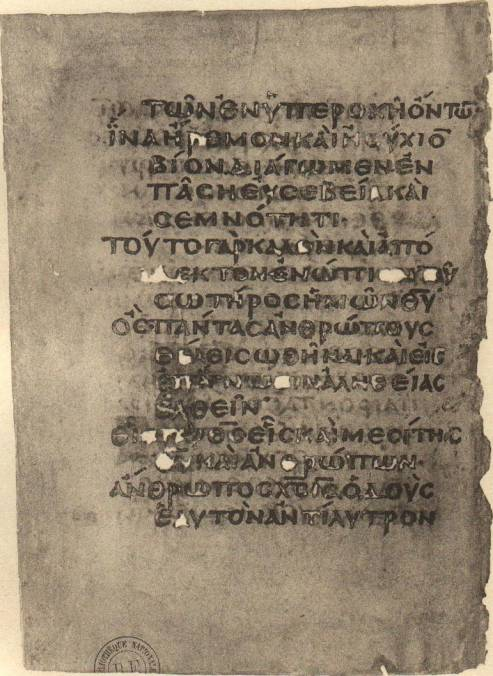
Fragmentos que muestran 1 Timoteo 2:2-6 en el Codex Coislinianus, de hacia 550 d. C.

El manuscrito original en griego koiné se ha perdido, y las texto de las copias supervivientes varían.
El primer escrito conocido de 1 Timoteo se ha encontrado en el Papiros de Oxirrinco 5259, designado P133, en 2017. Procede de una hoja de un códice datado en el siglo III (330-360). Otros manuscritos antiguos que contienen parte o la totalidad del texto de este libro son:
- Codex Alexandrinus (400-440)
- Codex Ephraemi Rescriptus (c. 450)
- Codex Freerianus (c. 450)
- Uncial 061 (c. 450)
- Codex Claromontanus (c. 550)
- Codex Coislinianus (c. 550)
- Uncial 0262 (siglo VII)[8]

## Contenido
- 1 Prevenir los peligros del error. Versículos 1-13.
- 2 Fidelidad a la Sagrada Escritura. Versículos 14-17.

### Prevenir los peligros del error. Versículos 1-13
1-Ten en cuenta esto: en los últimos días se presentarán tiempos difíciles. 
2-Pues los hombres serán egoístas, codiciosos, arrogantes, soberbios, blasfemos, desobedientes a los padres, ingratos, impíos, 
3-crueles, implacables, calumniadores, desenfrenados, inhumanos, enemigos del bien, 
4-traidores, temerarios, envanecidos, más amantes del placer que de Dios, 
5-guardarán ciertos formalismos de la piedad pero habrán renegado de su verdadera esencia. Apártate también de éstos.
.....
10-Tú, en cambio, me has seguido en la doctrina, en la conducta, en los planes, en la fe, en la paciencia, en la caridad y en la constancia; 
11-en persecuciones y sufrimientos como los que me sobrevinieron en Antioquía, Iconio y Listra: ¡qué persecuciones sufrí!, y de todas me libró el Señor. 
12-Por lo demás, todos los que quieren vivir piadosamente en Cristo Jesús serán perseguidos; 
13-mientras que los hombres malos y embaucadores irán de mal en peor, engañando a otros y engañándose a sí mismos. 

#### Comentarios
Los últimos días mencionados en el versículo 1 se refieren al periodo comprendido entre la venida de Cristo y su regreso glorioso. En este tiempo, los hombres malvados descritos en los versículos 2 al 5 se destacan, especialmente aquellos que promueven enseñanzas opuestas a la fe y a la rectitud moral, causando gran daño. Yannes y Yambrés, citados en el versículo 8, son nombres que la tradición judía atribuye a los magos egipcios que se enfrentaron a Moisés y a Aarón, tratando de imitar sus milagros mediante artes mágicas, como se narra en Éxodo 7:11. Estos personajes llegaron a representar a los hombres corruptos y rebeldes. Por último, Pablo menciona sus propias experiencias (vv. 10-13), que Timoteo, originario de Listra, conocía bien, como un medio para animarlo a mantenerse firme en la fe.

A un gran atleta corresponde vencer a pesar de los golpes. Sopórtalo todo por Dios, para que también Él nos soporte.

### Fidelidad a la Sagrada Escritura. Versículos 14-17.
14-Pero tú, permanece firme en lo que has aprendido y creído, ya que sabes de quiénes lo aprendiste, 
15y porque desde niño conoces la Sagrada Escritura, que puede darte la sabiduría que conduce a la salvación por medio de la fe en Cristo Jesús. 
16-Toda la Escritura es inspirada por Dios y útil para enseñar, para argumentar, para corregir y para educar en la justicia, 
17-con el fin de que el hombre de Dios esté bien dispuesto, preparado para toda obra buena.

#### Comentarios
En estos pocos versículo Pablo anima a Timoteo a leer la Sagrada Escritura (el Antiguo Testamento) que su madre y su abuela le enseñaron a estimar desde niño, porque los libros de la Escritura Santa están inspirados por Dios. Debido a esto gozan de una peculiar autoridad en la Iglesia,

...porque la revelación que la Sagrada Escritura contiene y ofrece ha sido puesta por escrito bajo la inspiración del Espíritu Santo. (…) Como todo lo que afirman los hagiógrafos, o autores inspirados, lo afirma el Espíritu Santo, se sigue que los libros sagrados enseñan sólidamente, fielmente y sin error la verdad que Dios hizo consignar en dichos libros para salvación nuestra.

Por eso la Iglesia y los santos han recomendado siempre su lectura: 

Lee muy a menudo las divinas Escrituras, o, por decir mejor, que nunca la lectura sagrada se te caiga de las manos. 

«Hombre de Dios» (v. 17). Con esta expresión se designaba en el Antiguo Testamento a personas que cumplieron alguna misión especial de parte de Dios, como Moisés, Samuel, Elías y Eliseo. Aquí se aplica a Timoteo ya que, por la consagración, ha recibido de Dios un ministerio en la Iglesia. 

Por la ordenación «el sacerdote es fundamentalmente un hombre consagrado, un hombre de Dios (1 Tm 6,11). (…) El sacerdocio ministerial en el Pueblo de Dios es algo más que un oficio público y sacro ejercido en servicio de la comunidad de los fieles: es, fundamentalmente y antes que cualquier otra cosa, una configuración, una transformación sacramental y misteriosa de la persona del hombre–sacerdote en la persona del mismo Cristo, único mediador (cfr 1 Tm 2,55).